# Marathon de Paris 2015
Navigation
2014 2016
Le Marathon de Paris 2015, officiellement le Schneider Electric Marathon de Paris, est la 39e édition du Marathon de Paris, en France, qui a lieu le dimanche 12 avril 2015.

## Résultats
Les résultats du Marathon de Paris 2015 chez les hommes, femmes et handisport :

### Hommes
| Rang | Athlète          | Nationalité | Temps           |
| ---- | ---------------- | ----------- | --------------- |
|      | Mark Korir       | Kenya       | 2 h 05 min 48 s |
|      | Luka Kanda       | Kenya       | 2 h 07 min 18 s |
|      | Seboka Tola      | Éthiopie    | 2 h 07 min 31 s |
| 4    | Mike Kigen       | Kenya       | 2 h 07 min 42 s |
| 5    | Gilbert Kirwa    | Kenya       | 2 h 07 min 42 s |
| 6    | Laban Korir      | Kenya       | 2 h 07 min 54 s |
| 7    | Deresse Chimsa   | Éthiopie    | 2 h 07 min 56 s |
| 8    | Joel Kimurer     | Kenya       | 2 h 09 min 45 s |
| 9    | Pius Kirop       | Kenya       | 2 h 09 min 58 s |
| 10   | Sintayehu Legese | Éthiopie    | 2 h 11 min 06 s |

### Femmes
| Rang | Athlète           | Nationalité | Temps           |
| ---- | ----------------- | ----------- | --------------- |
|      | Meseret Mengistu  | Éthiopie    | 2 h 23 min 26 s |
|      | Amane Gobena      | Éthiopie    | 2 h 23 min 29 s |
|      | Visiline Jepkesho | Kenya       | 2 h 24 min 42 s |
| 4    | Meskerem Assefa   | Éthiopie    | 2 h 25 min 56 s |
| 5    | Marta Megra       | Éthiopie    | 2 h 26 min 18 s |
| 6    | Bruktayit Eshetu  | Éthiopie    | 2 h 26 min 46 s |
| 7    | Meseret Legesse   | Éthiopie    | 2 h 27 min 27 s |
| 8    | Atsede Baysa      | Éthiopie    | 2 h 28 min 10 s |
| 9    | Emily Ngetich     | Kenya       | 2 h 30 min 46 s |
| 10   | Martha Komu       | France      | 2 h 33 min 31 s |

### Handisport
Hommes
| Rang | Athlète              | Nationalité | Temps           |
| ---- | -------------------- | ----------- | --------------- |
|      | Julien Casoli        | France      | 1 h 31 min 06 s |
|      | Jordi Madera Jimenez | Espagne     | 1 h 31 min 11 s |
|      | Joshua George        | États-Unis  | 1 h 33 min 52 s |
| 4    | Frei Heinz           | Suisse      | 1 h 35 min 43 s |
| 5    | James Senbeta        | États-Unis  | 1 h 41 min 03 s |
| 6    | Tobias Lotscher      | Suisse      | 1 h 44 min 23 s |
| 7    | Silva Alexandrino    | Portugal    | 1 h 49 min 15 s |
| 8    | Philippe Le Gouic    | France      | 1 h 50 min 44 s |
| 9    | Pascal Veillet       | France      | 1 h 50 min 46 s |
| 10   | Cornel Villiger      | Suisse      | 1 h 54 min 44 s |

Femmes
Pas de participante.